# جيمي كوفي
جيمي كوفي (بالإنجليزية: Jimmy Coffey)‏ هو لاعب قذف أيرلندي، ولد في 26 أكتوبر 1909 في Newport, County Tipperary ‏ في جمهورية أيرلندا، وتوفي في 29 ديسمبر 2010.